# Alanyaspor
Alanyaspor – turecki klub piłkarski z siedzibą w Alanyi, założony w 1948 r., od sezonu 2016/17 występujący w Süper Lig.

## Historia
Klub został utworzony w 1948 r. przez doktora Alego Nazıma Köseoğlu i grupę młodych ludzi, przyjmując nazwę Alanya Kalespor, a jako jego barwy wybrano kolory niebieski i biały. Następnie przemianowano go na Kale Gençlikspor. Do 1966 r. był stowarzyszeniem amatorskim, funkcjonującym poza strukturami Tureckiej Federacji Piłki Nożnej (TFF). W sezonie 1965/66 uzyskał członkostwo w TFF, przystępując do rozgrywek Antalya Amatör Kümesi (amatorskiej ligi antalijskiej). Po zarejestrowaniu w strukturach TFF barwy klubowe zmieniono na czerwono-białe. Do sezonu 1983/84 drużyna występowała w amatorskich rozgrywkach ligowych (poniżej czwartego szczebla). W maju 1982 r. klub przyjął obecne barwy (pomarańczowo-zielone), zmieniając jednocześnie nazwę na Alanyaspor Kulübü. W 1984 r. zespół po raz pierwszy awansował do III ligi, która w edycji 1984/85 wznowiła rozgrywki po czteroletniej przerwie, a w sezonie 1985/86 zadebiutował w rozgrywkach Pucharu Turcji. W sezonie 1987/88 - zajmując 1. miejsce w swojej grupie III ligi - uzyskał promocję na drugi poziom ligowy (Türkiye 2. Futbol Ligi). Po 9 sezonach na tym szczeblu drużyna została relegowana i przez ponad półtorej dekady występowała w III i IV lidze. Do II ligi powróciła w sezonie 2014/15, od razu zajmując 3. miejsce, dające kwalifikację do baraży o Süper Lig. W barażowym dwumeczu półfinałowym zdecydowanie lepszy okazał się jednak Samsunspor (dwie wygrane – 5:1 i 4:0). Awans udało się natomiast wywalczyć rok później. Po ponownym zajęciu 3. miejsca w końcowej tabeli, w półfinale barażów Alanyaspor pokonał Balıkesirspor (0:0 i 0:1), a w finale - rozegranym 27 maja 2016 na Konya Büyükşehir Stadyumu w Konyi - zwyciężył Adanę Demirspor 1:1 (4:2 w serii rzutów karnych). W Süper Lig zadebiutował 20 sierpnia 2016, wyjazdową porażką 4:1 z Beşiktaşem Stambuł. W sezonie 2019/20 Alanyaspor awansował do finału Pucharu Turcji, ulegając w nim 2:0 Trabzonsporowi oraz zajął 5. miejsce w Süper Lig, kwalifikując się tym samym - po raz pierwszy w historii - do europejskich pucharów. W sezonie 2020/21 wystąpił w III rundzie kwalifikacyjnej Ligi Europy, ulegając 1:0 na wyjeździe Rosenborgowi Trondheim.

## Stadion
W latach 1990–2011 domowe mecze drużyna Alanyaspor rozgrywała na stadionie Alanya Millî Egemenlik Stadyumu (pol. Stadion Suwerenności Narodowej) o pojemności 3750 miejsc, zlokalizowanym na osiedlu Cumhuriyet Mahallesi, przy Ahmet Tokuş Bulvarı, nadmorskiej alei wylotowej w kierunku Mahmutlar. Od 2011 r. jej domowym obiektem jest natomiast Bahçeşehir Okulları Stadyumu o pojemności trybun wynoszącej 10 128 miejsc.

## Skład w sezonie 2017/2018
| Nr | Poz. | Piłkarz                                |
| -- | ---- | -------------------------------------- |
| 1  | BR   | Haydar Yılmaz (kapitan)                |
| 2  | PO   | Isaac Sackey                           |
| 3  | OB   | Berkan Emir                            |
| 4  | OB   | Birol Parlak                           |
| 5  | PO   | Filipe Augusto (wypożyczony z Benfiki) |
| 7  | PO   | Efecan Karaca                          |
| 8  | PO   | Janis Maniatis                         |
| 9  | NA   | Mbilla Etame                           |
| 10 | PO   | Emre Akbaba                            |
| 14 | NA   | Wánderson                              |
| 15 | OB   | Mamadou Fofana                         |
| 16 | PO   | Guy-Michel Landel                      |
| 17 | OB   | Cenk Ahmet Alkılıç                     |

| Nr | Poz. | Piłkarz          |
| -- | ---- | ---------------- |
| 18 | PO   | Lucas Villafáñez |
| 20 | PO   | Emre Nefiz       |
| 21 | OB   | Fabrice N’Sakala |
| 22 | OB   | Baris Basdas     |
| 23 | OB   | Welinton         |
| 31 | OB   | Jorgos Dzawelas  |
| 55 | NA   | Douglas          |
| 69 | BR   | Rémy Riou        |
| 78 | PO   | Junior Fernándes |
| 86 | BR   | Ufuk Ceylan      |
| 88 | PO   | Taha Yalçıner    |
| 89 | OB   | Lamine Gassama   |

## Reprezentanci kraju grający w klubie
Stan na październik 2016 r..
| - Okan Yılmaz - Sefa Yılmaz - Vágner Love - Zdeněk Zlámal - Fabrice N’Sakala - Yussif Chibsah - Nuru Sulley - Wilde-Donald Guerrier | - Darvydas Šernas - Ismaïl Aissati - Akeem Latifu - Kenneth Omeruo - Stephen Sunday - Abdoulaye Ba - Jonathan Ayité |

## Europejskie puchary
Legenda do wszystkich tabel:
- Q – runda eliminacyjna, 1/16, 1/8, 1/4, 1/2 – odpowiednia faza rozgrywek, Grupa – runda grupowa, 1r gr – pierwsza runda grupowa, 2r gr – druga runda grupowa, F – finał, R – runda, PO – play-off
- k. – rzuty karne, los. – losowanie, Dogr. – dogrywka, w. – zasada bramek strzelonych na wyjeździe

| Sezon   | Rozgrywki   | Runda | Klub      | Dom     | Wyjazd  | Ogólnie |
| ------- | ----------- | ----- | --------- | ------- | ------- | ------- |
| 2020/21 | Liga Europy | 3Q    | Rosenborg | 0–1 (W) | 0–1 (W) | 0–1 (W) |